# Tsvetnoj Bulvar
Tsvetnoj Bulvar (ryska: Цветной бульвар, Blomsterboulevarden) är en tunnelbanestation på Serpuchovsko-Timirjazevskaja-linjen i Moskvas tunnelbana. 
Stationen ligger på Tsvetnoj boulevard, en av Moskvas mest kända gator där framför allt Cirkus Moskva finns.
Tsvetnoj bulvar invigdes den 31 december 1988.

## Byte
Sedan 2007 kan man på Tsvetnoj bulvar byta till Trubnaja på Ljublinsko-Dmitrovskaja-linjen.